# Добривоје Зечевић
 Добривоје Зечевић Зека (Београд, 10. децембар 1912 — Београд, 25. септембар 1996) био је југословенски и српски фудбалер.

## Биографија
Рођен је 10. децембра 1912. године у Београду. Поред играчке каријере, био је тренер Железничара Београд. Са 23 године, не прекидајући фудбалску каријеру дипломирао је на Шумарском факултету у Београду 1935. године, а припремао се и да дипломира на Грађевинском факултету у Београду, али га је у томе омео Други светски рат.
Пензионисан је 1. јануара 1974. године као директор сектора у ЖТП Београд, а преминуо је 25. септембра 1996. године у Београду.
Зечевић је важио за једног од најбољих левих крила у Југославији између два светска рата.

## Каријера
Каријеру је почео 1930. године у СК Југославија, за који је до 1938. године одиграо 216 утакмица и постигао 108 голова. Од средине 1938. године играо је у БСК Београду, са којим је освојио Првенство Југославије у сезони 1938/39., током које је постигао 9 лигашких голова. У БСК Београду играо је до 1940. године, а након тога у Обилићу (1940—1944) и Железничару Београд (1945—1949) у којем је завршио играчку каријеру и уједно обављао дужност тренера.
За репрезентацију Београда одиграо је 17 утакмица, док је за репрезентацију Југославије одиграо 18 и постигао 4 гола. Дебитовао је 21. маја 1931. године у пријатељском сусрету са репрезентацијом Мађарске у Београду. Последњу утакмицу за репрезентацију Југославије одиграо је 28. августа 1938. године против репрезентације Чехословаче у Загребу.